# La Vana
Pour les articles homonymes, voir Vana.
Ne doit pas être confondu avec Vélane ou La Havane.
La Vana est une nouvelle de science-fiction, à tendance sociale et psychologique, écrite par Alain Dorémieux. Il s'agit d'une des premières nouvelles publiées de l'auteur, alors âgé de 26 ans, et c'est l'une de ses nouvelles les plus connues.

## Publications
La nouvelle est initialement parue en 1959 aux éditions OPTA dans Fiction spécial n° 1 : La première anthologie de la science-fiction française, sous la direction d'Alain Dorémieux.
Elle a ensuite été publiée en 1967 dans le recueil Mondes interdits, paru sous la direction d'Éric Losfeld.
Elle a été reprise dans l'anthologie Le Livre d'or de la science-fiction : Alain Dorémieux, publiée chez Presses Pocket (n°5094) en 1980.
La nouvelle a été publiée en 1990 dans l'anthologie Les Mosaïques du temps, qui regroupe des nouvelles d'auteurs français ou francophones. Elle occupe dans le recueil les pages 133 à 149.
Elle est enfin parue dans l'anthologie Dimension Alain Dorémieux, publiée en février 2010 dans la collection Rivière Blanche  (ISBN 978-1-935558-09-5).
Dorémieux approfondit la nouvelle dans une réécriture avec Ce puits de velours sans fond, parue dans le recueil Promenades au bord du gouffre en 1978. En plus de développer la Vana, elle comprend des parties des trois autres nouvelles du cycle de la Vana : Les Plaisirs de la Terre, Fugue et Journal d'une jeune fille du XXVe siècle.

## Origine du termeVana
Le terme « Vana » est issu des langues nordiques et baltiques.
Dans l'œuvre de J. R. R. Tolkien, qui s'est inspiré des langues nordiques pour désigner certains des personnages de son œuvre littéraire, Vána est « la Toujours Jeune » ; elle est l'épouse d'Oromë et la sœur de Yavanna. Les fleurs et les herbes se dressent sur son passage, elles s'ouvrent sous son regard, et les oiseaux chantent en sa présence et la suivent. Voir Ainur.

## Résumé
Les Vanas sont des créatures extraterrestres, herbivores, de forme humanoïde, ramenées sur Terre à la suite d'expéditions spatiales.
Les Vanas ont l'apparence des femmes humaines, à trois exceptions près : leur pelage couleur safran, leur forte odeur et leur absence de poils pubiens.
Dans cette Terre du futur, les hommes n'ont pas le droit de se marier avant l'âge de 30 ans.
Slovic, le héros de la nouvelle, est célibataire, et bien qu'il s'en défende, souffre d'une certaine solitude sociale.
Un jour, il décide d'acquérir une Vana, qu'il prénomme Sylve. Et il fait ce que font beaucoup de célibataires sur Terre ayant une Vana : il a des relations sexuelles avec elle. Mais progressivement ses sentiments à l'égard de la Vana se modifient : il finit par tomber amoureux de Sylve, en qui il trouve un être doux, amical, sincère et ne posant aucun problème. Quelques mois plus tard, une nouvelle terrasse les propriétaires de Vanas : celles-ci sont porteuses d'un dangereux virus, non détecté avant cette date, susceptible de tuer les propriétaires de Vanas, qui ont donc pour obligation de livrer leurs Vanas à des centres gouvernementaux, chargés de les regrouper et de les exterminer en série dans des chambres à gaz.
Slovic, ébranlé par cette nouvelle, retourne voir sa Vana et s'allonge près d'elle. On ignore s'il livrera sa Vana ; ce n'est pas sûr. La nouvelle se termine par ce paragraphe assez émouvant : « Sylve dormait sur un divan dans la pièce d'à côté. Slovic s'approcha d'elle, la regarda longuement. Ses membres tremblaient comme s'il avait de la fièvre. Il se pencha pour effleurer la peau de Sylve avec ses doigts. Elle s'éveilla et entrouvrit sur lui ses yeux à la douceur non humaine. « Sylve, ma petite Sylve » murmura-t-il. Et il vint se coucher contre elle. »